# 一之江町
一之江町（いちのえちょう）は、東京都江戸川区の町名。住居表示未実施。丁目の設定のない単独町名である。

## 地理
江戸川区中部に位置し、狭小な町域を持つ。住居表示実施済み地域の一之江一〜八丁目とは別の行政区域である。北で一之江六丁目、東で春江町四丁目、南で二之江町、西は船堀五丁目と隣接する。北辺を新大橋通りと接し、西辺を一之江境川、東辺を一之江通りで画す。町域内のほとんどは住宅地であるが、町域面積の極めて小さな町であるため、公共施設などは少ない。学区は隣接する町域に組み込まれており、小・中学校は春江町の江戸川区立一之江第二小学校・江戸川区立二之江中学校の学区にあたる。

## 歴史
1932年（昭和7年）の江戸川区成立時に「一之江町」として成立。1938年（昭和13年）の町名地番整理により、当地区の大部分は一之江一〜四丁目となったが、新大橋通り以南の最南部のみは「一之江町」のまま残り、2020年（令和2年）現在も存続している（行政区域の変遷については一之江の項も参照）。
一之江町のほか、近隣の二之江町、春江町四・五丁目、西瑞江五丁目（一部）、江戸川六丁目（一部）を含む一帯について、江戸川区は「二之江一〜五丁目」という新町名への変更を予定し、1998年（平成10年）5月1日付けの『広報えどがわ』に新町域図が掲載された。しかし、住民の強い反対により、当該地区の町名変更は見送られている。

### 地名の由来
一之江の項を参照。

## 世帯数と人口
2025年（令和7年）1月1日現在（江戸川区発表）の世帯数と人口は以下の通りである。
- 世帯数 : 351世帯
- 人口 : 787人

### 人口の変遷
国勢調査による人口の推移。
| 年                 | 人口 |
| ------------------ | ---- |
| 1995年（平成7年）  | 460  |
| 2000年（平成12年） | 892  |
| 2005年（平成17年） | 921  |
| 2010年（平成22年） | 902  |
| 2015年（平成27年） | 889  |
| 2020年（令和2年）  | 827  |

### 世帯数の変遷
国勢調査による世帯数の推移。
| 年                 | 世帯数 |
| ------------------ | ------ |
| 1995年（平成7年）  | 177    |
| 2000年（平成12年） | 308    |
| 2005年（平成17年） | 323    |
| 2010年（平成22年） | 316    |
| 2015年（平成27年） | 338    |
| 2020年（令和2年）  | 329    |

## 学区
区立小・中学校に通う場合、学区は以下の通りとなる(2023年4月時点)。なお、江戸川区では学校選択制度を導入しており、区内全域から選択することが可能。。
| 番地 | 小学校                     | 中学校                 |
| ---- | -------------------------- | ---------------------- |
| 全域 | 江戸川区立一之江第二小学校 | 江戸川区立二之江中学校 |

## 事業所
2021年（令和3年）現在の経済センサス調査による事業所数と従業員数は以下の通りである。
| 町丁     | 事業所数 | 従業員数 |
| -------- | -------- | -------- |
| 一之江町 | 13事業所 | 156人    |

### 事業者数の変遷
経済センサスによる事業所数の推移。
| 年                 | 事業者数 |
| ------------------ | -------- |
| 2016年（平成28年） | 16       |
| 2021年（令和3年）  | 13       |

### 従業員数の変遷
経済センサスによる従業員数の推移。
| 年                 | 従業員数 |
| ------------------ | -------- |
| 2016年（平成28年） | 147      |
| 2021年（令和3年）  | 156      |

## 交通

### 鉄道
町域内に鉄道駅はない。しかし、隣接する一之江に都営地下鉄新宿線一之江駅があるため、住民の鉄道交通機関の利用に困難は少ない。

### バス
町内にバス停はないが、一之江通りを挟んだ対岸に都営バスの春江町四丁目バス停があり利用可能である。

### 道路
- 東京都道50号東京市川線（新大橋通り）
- 一之江通り

## 公園
- 一之江境川親水公園

## その他

### 日本郵便
- 郵便番号 : 134-0092[3]（集配局 : 葛西郵便局[15]）。